# День независимости Болгарии

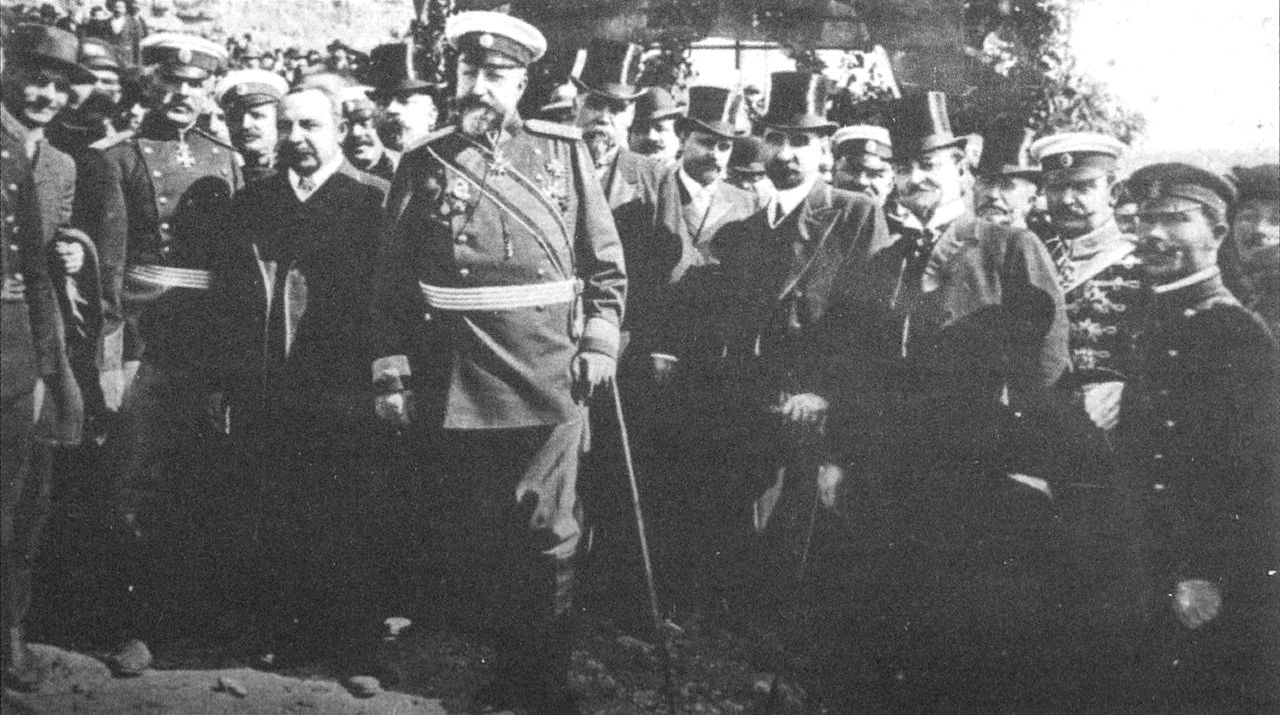
Царь Фердинанд, премьер-министр Александр Малинов, члены правительства и генералы при объявлении независимости

Де́нь незави́симости Болга́рии (болг. Ден на Независимостта на България) — национальный праздник Болгарии. Отмечается 22 сентября, как провозглашения суверенного Болгарского царства. Один из самых молодых праздников страны.

## Провозглашение независимости
Провозглашение независимости произошло 22 сентября 1908 года, когда болгарский князь Фердинанд I зачитал в городе Велико-Тырново в церкви Сорока мучеников «Манифест о Независимости Болгарии». До объявления независимости Болгарское княжество формально являлось вассалом Османской империи и во всех внешнеполитических актах просило одобрения турецкого султана. Независимая Болгария стала именоваться Болгарским царством.

## Новейшая история
В коммунистической истории праздник не существовал. В новейшей истории страны День становится официальным праздником по решению Национального собрания Болгарии от 10 сентября 1998 года. Центром празднования является не София, а город Велико-Тырново, где был зачитан «Манифест». Торжества начинаются у памятника Независимости Болгарии торжественным чтением Манифеста, а вечером 22 сентября на городском холме Царевец происходит театрализованное представление под открытым небом.